# Aziz Ahmed (Politiker)
Aziz Ahmed OBE HPk (Urdu عزیز احمد; geb. 24. Juni 1906, in Tarn Taran, Amritsar, Britisch-Indien; gest. 23. Oktober 1982) war ein pakistanischer Politiker und Diplomat in der Zeit des Kalten Krieges. Er war der 13. Außenminister von Pakistan von 1973 bis 1977. Vorher war er Botschafter in den Vereinigten Staaten (1959–1963) und gelegentlich Foreign secretary (1960–1967) unter Präsident Ayub Khan.
Er erlangte erstmals landesweite Bekanntheit, als er unter dem damaligen Außenminister Zulfikar Ali Bhutto als Foreign Secretary (معتمدِ خارجہ پاکستان‎) diente und sich aus Opposition gegen das Taschkent-Abkommen, das 1965 von Ayub Khan zur Aufrechterhaltung des Waffenstillstands mit Indien unterzeichnet worden war, für den Rücktritt entschied. Nach den Parlamentswahlen 1970 und dem darauf folgenden Krieg mit Indien 1971 wurde Ahmad zum Außenminister Pakistans ernannt, bis er von Präsident Mohammed Zia-ul-Haq seines Amtes enthoben wurde, nachdem er den Militärputsch 1977 kritisiert hatte. Nach seiner Pensionierung aus dem Auswärtigen Dienst führte Ahmed ein ruhiges Leben in Islamabad und starb 1982.
Dem Historiker Prabhas Chandra Lahiri zufolge war Aziz Ahmed für die Planung des Massakers an der Anderson-Brücke verantwortlich.

## Leben

### Jugend und Ausbildung
Aziz Ahmed wurde am 24. Juni 1906 im Distrikt Tarn Taran in Amritsar, Britisch-Indien, in eine Familie der Sheikh Qureshi geboren. Ahmed erhielt seine Grundausbildung in Amritsar und zog für sein weiterführendes Studium nach Lahore, wo er sich dauerhaft niederließ. Dort besuchte er 1924 das Government College und schloss 1928 mit einem BSc in Politikwissenschaft ab. Danach ging er für ein weiterführendes Studium nach Großbritannien, wo Ahmed mit einem Stipendium der britischen Regierung ab 1929 an der University of Cambridge studierte. 1933 erlangte Aziz seinen MSc in Politikwissenschaft, gefolgt von einem weiteren MSc in Außenpolitik. Nach seiner Rückkehr bestand Ahmed die Beamtenprüfung und wurde in den Indian Civil Service aufgenommen.

## Karriere als Beamter

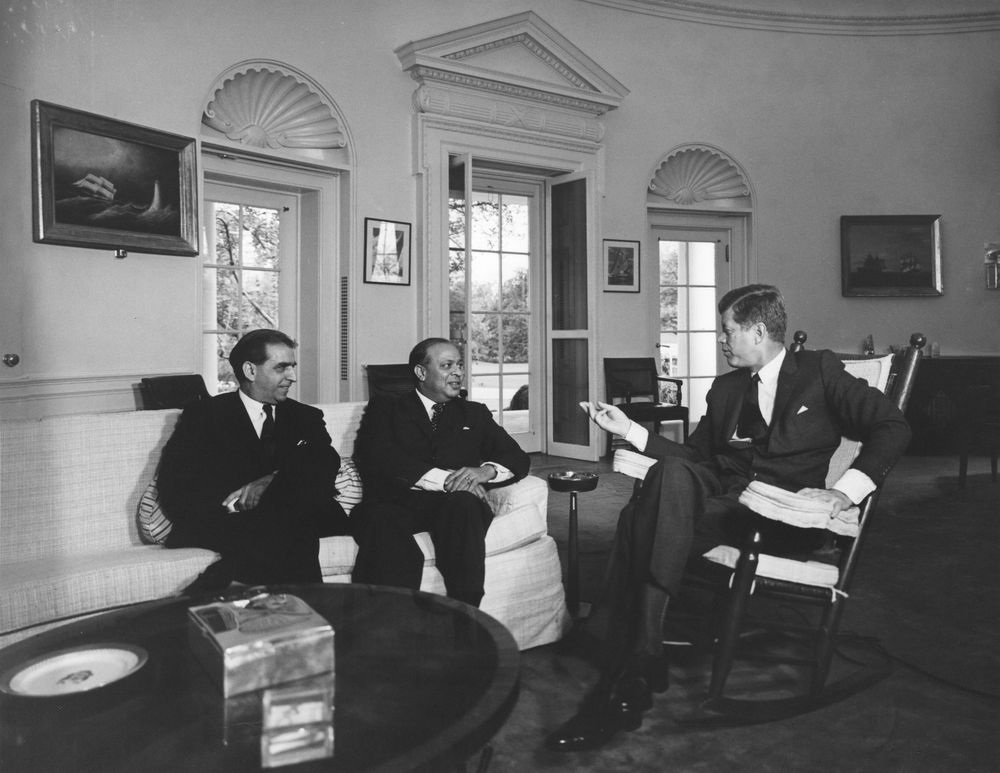
Präsident John F. Kennedy (im Schaukelstuhl) mit dem Außenminister von Pakistan, Mohammad Ali Bogra. Der Botschafter von Pakistan, Aziz Ahmed, sitzt ganz links. Oval Office, White House, Washington, D.C., 1962.

Aziz Ahmed war ein hochrangiges Mitglied des öffentlichen Dienstes in Indien (ICS) und später des  Civil Service of Pakistan (CSP). 1948 diente Ahmed vor der Unabhängigkeit 1947 in Ostbengalen und war maßgeblich an der Verabschiedung des Debt Alleviation Act von 1938 beteiligt. Anschließend hatte Aziz Ahmed mehrere hohe Positionen in aufeinanderfolgenden Regierungen im gerade unabhängig gewordenen Pakistan inne. Er wurde zum ersten Chief Secretary von Ostpakistan ernannt, als General Muhammad Ayub Khan der kommandierende General für Ostpakistan war  Die beiden entwickelten eine enge Freundschaft, und als Ayub Khan 1958 das Kriegsrecht verhängte und die Gesamtmacht übernahm, wurde Aziz Ahmed zum höchstrangigen Beamten seiner Regierung ernannt und übernahm die Funktion des Generalsekretärs der Kabinettsabteilung und stellvertretenden Verwalters des Kriegsrechts. Aziz Ahmeds Amtszeit als Chief Secretary war überschattet von Vorwürfen der Diskriminierung der einheimischen Bevölkerung, seinem harten Auftreten und seinem kolonial anmutenden Führungsstil. Viele führen die Haltung von Aziz Ahmed auf die lange Liste der Beschwerden zurück, die die ehemalige Bevölkerung Ostpakistans gegen das pakistanische Establishment hatte.
Anschließend wurde er 1959 als Botschafter in die Vereinigten Staaten entsandt und spielte eine entscheidende Rolle bei der Entwicklung der engen Beziehungen zwischen den beiden Ländern, die sowohl die Eisenhower- als auch die Kennedy-Regierung der frühen 1960er Jahre kennzeichneten. Er kehrte 1963 zurück, um den Posten des Außensekretärs zu übernehmen, zu einer Zeit, als Zulfikar Ali Bhutto Außenminister war. Nach dem Krieg mit Indien im Jahr 1965 erlangte er auf nationaler Ebene in Pakistan weitere Bekanntheit. Er war ebenso wie Bhutto gegen die Unterzeichnung der Taschkent-Erklärung durch Ayub Khan. Er schied 1966 aus dem Staatsdienst aus und wurde zum Leiter des National Press Trust ernannt.

## Zweiter Indisch-Pakistanischer Krieg 1965
Ahmed wurde unter Zulfikar Ali Bhutto 1965 erstmals bekannt. Am 4. September 1965 erhielt Ahmed nach Scharmützeln eine Warnung der pakistanischen Botschaft in der Türkei, dass die indische Armee einen Angriff auf Westpakistan vorbereite und plane. Die pakistanische Regierung beschloss einen Gegenangriff.
Aziz und Bhutto spielten eine wichtige Rolle bei der Ausarbeitung der Operation Gibraltar, und gemeinsam mit Bhutto drängte Aziz Ahmed die Regierung, die unruhige Lage im Tal von Kaschmir auszunutzen und die Armee anzuweisen, Truppen zur Durchführung von Guerillaaktionen in das von Indien besetzte Kaschmir zu schicken. Die Operation Gibraltar sollte den einheimischen Kaschmiris dabei helfen, eine Agitationsbewegung zu organisieren, deren Ziel es war, letztendlich einen Aufstand gegen die Besatzungsmacht anzuzetteln. Während des gesamten Krieges half Ahmed Bhutto bei zahlreichen Gelegenheiten und gewann so Bhuttos Vertrauen. Von da an wurden Bhutto und Aziz Ahmed gute Freunde. Während dieses Krieges überzeugte Morrice James, ein hochrangiger britischer Diplomat und britischer Hochkommissar in Pakistan von 1962 bis 1965, Ayub Khan, den Waffenstillstandsappell Indiens anzunehmen, da Pakistan möglicherweise nicht in der Lage sei, ohne Waffen zu kämpfen oder einen langen Krieg durchzuhalten. Im UN-Sicherheitsrat schloss sich Aziz Bhutto an, als dieser in Anspielung auf den Krieg von 1971 die berühmte Aussage machte: „Pakistan wird kämpfen, tausend Jahre lang kämpfen“ („Pakistan will fight, fight for a thousand years“).
Aziz und Bhutto waren mit Ayub Khans Entscheidung, 1965 einen Waffenstillstand mit Indien zu schließen, nicht einverstanden, unterstützten Ayub jedoch bei der Unterzeichnung des Taschkent-Abkommens mit Indien unter der Schirmherrschaft der Sowjetunion. Kurz nach diesem Abkommen ging Aziz Ahmed in den Ruhestand und äußerte seine entschiedene Opposition gegen die Regierung von Ayub Khan.

## Außenminister
Bald nach dem Bangladesch-Krieg, auf den der Winterkrieg 1971 folgte, wurde Bhutto am 20. Dezember 1971 überstürzt zum Präsidenten ernannt. Nach seiner Ernennung zum Präsidenten berief Zulfikar Ali Bhutto Aziz Ahmed aus dem Ruhestand und ernannte ihn zum Staatsminister für Auswärtige Angelegenheiten. Anschließend galt Aziz Ahmed als einer von Bhuttos engsten Vertrauten und wurde zum Staatsminister für Verteidigung und Auswärtige Angelegenheiten und schließlich für einige Monate zum Außenminister ernannt, bevor die Regierung durch den Militärputsch 1977 gestürzt wurde. Aziz Ahmed beteiligte sich 1972 an den Verhandlungen zum Shimla-Abkommen zwischen Pakistan und Indien und organisierte 1974 den Islamischen Gipfel in Lahore, bei dem er die pakistanische Delegation anführte. Als Verteidigungsminister spielte er eine Schlüsselrolle beim Wiederaufbau der pakistanischen Verteidigung nach dem Krieg mit Indien 1971 sowie bei der Entwicklung des Atomprogramms des Landes. Aziz überzeugte Richard Nixon, die Waffenversorgung Pakistans sicherzustellen, um der indischen Hegemonie und Aufrüstung entgegenzuwirken. Als er zur Repatriierung gestrandeter Pakistaner gedrängt wurde, forderte Aziz Ahmed den bangladeschischen Außenminister Kamal Hossain auf, sie nach Indien zu schicken. Als die Bangladescher ihm erklärten, dass dies nicht machbar sei, die Biharis nach Indien zu drängen, sagte Ahmed: „Dann drängt sie in die Bucht von Bengalen“ („then push them into the Bay of Bengal“).
Aziz Ahmed arbeitete weiterhin mit Bhutto zusammen, um Beziehungen zu China und der arabischen Welt aufzubauen. Er unterstützte Bhutto auch bei Verhandlungen mit der Sowjetunion über Wirtschaftshilfe. Seine Amtszeit als Außenminister endete 1977 vorzeitig.
Aziz Ahmed blieb ein entschiedener Gegner des Kriegsrechts und der Militärregierung von General Mohammed Zia-ul-Haq.

## Tod und Vermächtnis
Aziz Ahmed starb am 23. Oktober 1982 im Alter von 76 Jahren. Er wurde in Karachi bestattet. Er war mit der höchsten zivilen Auszeichnung, der Hilal-e-Pakistan (HPk) ausgezeichnet worden. Mit seiner Frau Shereen Ahmed hatte er zwei Söhne und zwei Töchter.